# Witte's dagboek
Witte's dagboek is een Nederlandse stripreeks van Theo Steeman en Fred Julsing. Ook Anita Broekveldt en Michel Nadorp werkten aan de strip mee.
Er zijn slechts drie verhalen verschenen in de serie, als vervolgstrip in respectievelijk de Taptoe (het eerste verhaal) en de Donald Duck (de twee volgende verhalen). De verhalen zijn tot op heden nooit in albumvorm uitgebracht. Er werd nog een aanzet gemaakt voor een vierde verhaal, dat echter nooit is voltooid.

## Inhoud
De hoofdpersoon is een jongetje genaamd Witte, die het in elk van de verhalen opneemt tegen de kwaadaardige geleerde Basil Wolventon en diens onhandige hulpje Octoop (van wie in het derde verhaal vele klonen worden gemaakt). Wolventon slaagt er eerst in om buitenaardse wezens te ontvoeren en vervolgens om met een tijdmachine verleden, heden en toekomst door elkaar te gooien. Ten slotte gaat Wolventon op zoek naar de bron van de eeuwige jeugd.
Witte wordt in het eerste verhaal vergezeld door de bok Bombast, en in de twee volgende verhalen door de fret Frederik.

## Titels
- De Keereweer van Om (1979)
- De Tijdruimer (1986)
- De Zijnfontein (1989)

## Varia
De naam van de schurk is mogelijk een toespeling op Basil Wolverton, een Amerikaanse tekenaar van onder andere sciencefictionstrips.